# (10294) 1988 AA2
1988 أي أي 2 (ويعرف أيضًا باسم (10294) 1988 أي أي 2 وفق تسمية الكوكب الصغير) (بالإنجليزية: 1988 AA2)‏ هو كويكب ضمن حزام الكويكبات؛ وترتيبه 10294 من حيث الاكتشاف.
اكتُشف هذا الجُرم الفلكي بواسطة Antonín Mrkos ‏ في 14 يناير 1988.

## وصلات خارجية
- (10294) 1988 AA2 في قاعدة بيانات مختبر الدفع النفاث لأجرام النظام الشمسي الصغيرة

- الاكتشاف · مخطط المدار ·  العناصر المدارية · المعلمات المادية

- (10294) 1988 AA2 على موقع ويكي سكاي: DSS2, SDSS, GALEX, IRAS, Hydrogen α, X-Ray, Astrophoto, Sky Map, Articles and images